# 마르코 멘고니
마르코 멘고니(이탈리아어: Marco Mengoni, 1988년 12월 25일 ~ )는 이탈리아의 싱어송라이터이다. 2009년 이탈리아판 《X 팩터》에서 우승하였다. 이탈리아에서 2백 8십만장 이상의 음반을 팔아 7회 연속 이탈리아 앨범 차트 정점에 올랐으며, 이탈리아 싱글 차트 Top10에 15회 진입했다.